# Albrecht Ritschl (Theologe)

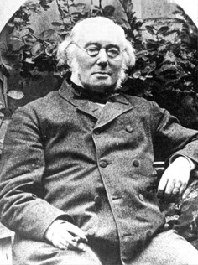
Albrecht B. Ritschl, ca. 1880

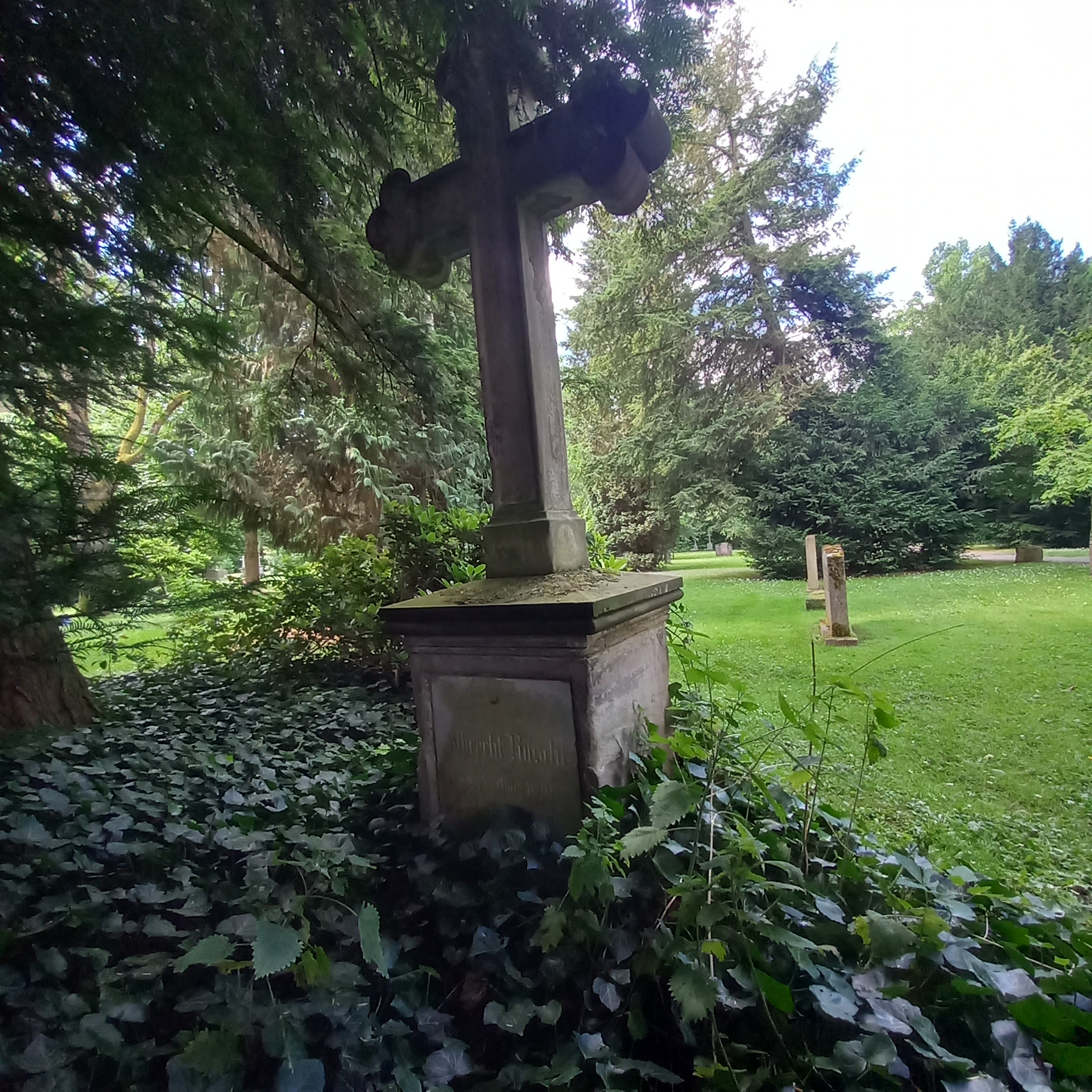
Das Grab von Albrecht Ritschl auf dem Stadtfriedhof Göttingen

Albrecht Benjamin Ritschl (* 25. März 1822 in Berlin; † 20. März 1889 in Göttingen) war ein evangelischer Theologe und Professor in Bonn und Göttingen.

## Leben und Wirken
Albrecht Benjamin Ritschl war der Sohn von Georg Carl Benjamin Ritschl, Generalsuperintendent und Bischof der Provinz Pommern. Seine Vorfahren entstammten dem ursprünglich böhmischen Rittergeschlecht Ritschl von Hartenbach. Er studierte ab 1839 Evangelische Theologie in Bonn, Halle, Heidelberg und Tübingen. Als Student war Ritschl von Hegel begeistert (das erste Buch, das sich der junge Student 1839 in Bonn kaufte, war Hegels Logik). Ritschl arbeitete nach seinem Studium im Umfeld der Neuen Tübinger Schule um Ferdinand Christian Baur. In der 1. Auflage seines Hauptwerkes Die christliche Lehre von der Rechtfertigung und Versöhnung (1870) ist ein Rückgang auf Kant unverkennbar. Für Ritschl stellt nunmehr Kant „nach dem unaufhörlichen Wechsel theologischer Richtungen für die richtige Würdigung der Grundidee des Christenthums den unverrückbaren Maaßstab“ dar. In der 3. Auflage schließlich weiß sich Ritschl von der Philosophie seines Göttinger Universitätskollegen und universitären Freundes R. H. Lotze beeinflusst und entwickelt im Anschluss an Lotzes Wertphilosophie eine Theorie des religiösen Werturteils, die er produktiv in seine Wesensbestimmung der Religion integriert. Religion vermittelt laut Ritschl die beiden Seinsweisen des Menschen: Teil der Natur zu sein und sich als Geist über die Natur erheben zu können. Religion ist der Ort, an dem sich Menschen eines übernatürlichen Wertes ihrer selbst vergewissern können: „Die religiöse Weltanschauung ist in allen ihren Arten darauf gestellt, daß der menschliche Geist sich in irgend einem Grade von den ihn umgebenden Erscheinungen und auf ihn eindringenden Wirkungen der Natur an Werth unterscheidet“.
Ritschl war zunächst von 1846 bis 1852 Privatdozent für Alte Kirchengeschichte und später außerordentlicher Professor für Neues Testament in Bonn (1852–1864), wo sein Verwandter, der Altphilologe von Weltrang Friedrich Ritschl, seit 1839 eine Professur innehatte. Ab 1864 war er bis zu seinem Tod ordentlicher Professor für Dogmatik und Kirchen- und Dogmengeschichte in Göttingen. Zeitweise war er Prorektor der Universität. Ein Schwerpunkt seiner Lehre war der Begriff des Reichs Gottes, das sich im Handeln der Christen durch Nächstenliebe und Pflichterfüllung zeigt. Er stellte die praktischen Elemente der Religion heraus und verwarf die Vergeltungsgerechtigkeit Gottes zugunsten eines im Geiste Jesu Christi geführten sittlichen Lebens. Allein durch letzteres kann das Reich Gottes verwirklicht werden, und zwar im Hier und Jetzt der Welt. In dieser Beziehung entwickelte er seine Lehre vom „sittlichen Handeln in dem bürgerlichen Beruf“: Die universale Aufgabe des Reiches Gottes wird durch die Adaption des Einzelnen individuell konkretisiert, insofern nun „jeder Einzelne sittlich handelt, indem er das allgemeine Gesetz in seinem besonderen Beruf erfüllt oder in derjenigen Combination von Berufen, welche man in seiner Lebensführung zusammenzufassen im Stande ist“. Ritschls Eintreten für die radikale Diesseitigkeit des Reiches Gottes trug ihm viel Kritik nicht zuletzt durch die Religionsgeschichtliche Schule ein. Weiter wurde ihm aufgrund seiner Betonung der praktischen Dimension des Reich-Gottes-Gedankens eine ethische Verkürzung des Christentums angelastet. Insbesondere der Tübinger Dogmatiker Franz Hermann Reinhold von Frank opponierte immer wieder gegen Ritschl und behauptete, Ritschls Theologie würde „dem persönlichen christlichen Glauben […] die Lebenswurzel“ herausreißen. Ritschl selbst ließ solche Einreden nicht gelten. Er war im Gegenteil der Überzeugung, Dogmatik und Ethik wieder in ein ausgewogenes Verhältnis gebracht zu haben. In dieser Hinsicht gebrauchte er das (berühmt gewordene) Bild der Ellipse: „[D]as Christentum ist nicht einer Kreislinie zu vergleichen, welche um einen Mittelpunkt liefe, sondern einer Ellipse, welche durch zwei Brennpunkte beherrscht ist“.

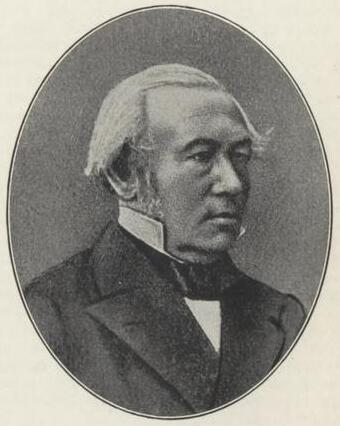
Albrecht Ritschl

Ritschl trug wesentlich zur Erneuerung des Reformationsgedankens bei. Im Rahmen seiner Reformationsdeutung verwirft er das Begriffspaar von Formal- und Materialprinzip. Das Prinzip der Reformation ist für ihn die Vermittlung von subjektiver Heilsgewissheit mit dem objektiven Glauben der christlichen Gemeinde: „In dem richtigen Ausdrucke des Princips der kirchlichen Reformation muß Beides in untrennbarer Wechselwirkung verbunden sein, der Gedanke der selbständigen Heilsgewißheit des einzelnen Gläubigen, welche selbständig ist, und sich über alle nachweisbaren Vermittlungen erhebt, weil sie an Christus normiert ist, und der Gedanke der von Gott gesetzten und im Voraus verbürgten Gemeinschaft der Gläubigen unter Christus“.
Ritschl wurde ab 1874 das Haupt einer Schule von Theologen (Ritschlianer). Dazu zählten u. a. Wilhelm Herrmann (1846–1922) und Adolf von Harnack (1851–1930). Ritschl und seine Schule prägten die Auffassungen in der evangelischen Theologie bis zum Beginn des 20. Jahrhunderts. Die Besinnung auf Ritschls Theologie in der zweiten Hälfte des 20. Jahrhunderts (Stephan Weyer-Menkhoff, J. Richmond, R. Schäfer) wird auch als „Ritschl-Renaissance“ bezeichnet. Auch in zeitgenössischen Diskussionen spielen zentrale Momente von Ritschls Denken z. T. eine wichtige Rolle: seine Bestimmung von Glauben und Sittlichkeit, sein Eintrag des Deutungs- und des Wertbegriffs in die theologische Debatte, sein spezifischer Rückgang auf die Theologie der Reformatoren, sein Verhältnis zur Metaphysik und Offenbarung, sein Kirchenverständnis und seine Situation im Kulturprotestantismus.
Von 1880 bis 1889 war Ritschl außerordentliches geistliches Mitglied des Landeskonsistoriums in Hannover.
Er bewohnte in Göttingen das von ihm 1865 gekaufte, am Anfang der Herzberger Chaussee dem Stadtgarten gegenüber gelegene Haus, das später von der Burschenschaft Hannovera als Verbindungshaus erworben wurde. Dort hängt heute eine Göttinger Gedenktafel für ihn.
Sein Sohn war der liberal orientierte evangelische Bonner Theologieprofessor Otto Karl Albrecht Ritschl (1860–1944), der eine zweibändige Biografie seines Vaters veröffentlichte.

## Werke
- Die Entstehung der altkatholischen Kirche. Eine kirchen- und dogmengeschichtliche Monographie. Adolph Marcus, Bonn 1850 (2. Aufl. 1857) (Faksimile-Druck. Adamant Media, Boston MA 2005, ISBN 1-4212-4947-2), Digitalisat der Originalausgabe.
- Über das Verhältnis des Bekenntnisses zur Kirche. Ein Votum gegen die neulutherischen Doctrinen. Bonn 1854.
- Die Rechtfertigungslehre des Andreas Osiander. In: Jahrbücher für deutsche Theologie (1857), S. 795–829.
- De ira Dei. Bonnae 1859.
- Die christliche Lehre von der Rechtfertigung und Versöhnung. 3 Bände (Bd. 1: Die Geschichte der Lehre. Bd. 2: Der biblische Stoff der Lehre. Bd. 3: Die positive Entwickelung der Lehre.). Marcus, Bonn 1870–1874 (sein Hauptwerk).
- Schleiermachers Reden über die Religion und ihre Nachwirkungen auf die evangelische Kirche Deutschlands. Bonn 1874.
- Unterricht in der christlichen Religion. Marcus, Bonn 1875 (Studienausgabe nach der 1. Auflage von 1875 nebst den Abweichungen der 2. und 3. Auflage, eingeleitet und herausgegeben von Christine Axt-Piscalar (= UTB. Theologie 2311). Mohr Siebeck, Tübingen 2002, ISBN 3-8252-2311-6).
- Über das Gewissen. Ein Vortrag. Marcus, Bonn 1876 (Nachdruck, herausgegeben und mit einem einleitenden Aufsatz von Klaus H. Fischer. Fischer, Schutterwald/Baden 2008, ISBN 978-3-928640-87-9).
- Geschichte des Pietismus. 3 Bände (Bd. 1: … in der reformierten Kirche. Bd. 2–3: … in der lutherischen Kirche des 17. und 18. Jahrhunderts. Abtheilung 1–2). Marcus, Bonn 1880–1886 (unveränderter photomechanischer Nachdruck; de Gruyter, Berlin 1966).
- Theologie und Metaphysik. Zur Verständigung und Abwehr. Marcus, Bonn 1881 (Nachdruck, herausgegeben und eingeleitet von Klaus H. Fischer. Fischer, Schutterwald/Baden 2009, ISBN 978-3-928640-86-2).
- Fides implicita. Eine Untersuchung über Köhlerglauben, Wissen und Glauben, Glauben und Kirche. Bonn 1890.
- Gesammelte Aufsätze. 2 Bände. Freiburg 1893–1896 (Digitalisat in der Digitalen Bibliothek Mecklenburg-Vorpommern).
- Das Evangelium Marcions und das kanonische Evangelium des Lucas: eine kritische Untersuchung. Osiandersche Buchhandlung, Tübingen 1846  auf books.google.de